# エタカトル
エタカトル（アラビア語: التكتل الديمقراطي من أجل العمل و الحريات、フランス語: Ettakatol）は、チュニジアの政党。党の正式名称は「労働と自由のための民主フォーラム」などと訳されている。

## 概要
社会民主主義であり、2011年の制憲議会選挙で21議席をとったが、その後離党などにより2012年9月現在で議席数は16に減少している。世俗主義政党ではあるが、イスラーム主義系のアンナハダ主導の連立政権に参加して閣僚を出しており、党首のムスタファ・ベン・ジャアファルは、制憲議会の議長になった。